# Hījānān
Hījānān (persiska: هیجانان) är en ort i Iran.   Den ligger i provinsen Kurdistan, i den nordvästra delen av landet, 500 km väster om huvudstaden Teheran. Hījānān ligger 1 591 meter över havet och antalet invånare är 505.
Terrängen runt Hījānān är huvudsakligen kuperad. Hījānān ligger nere i en dal.Runt Hījānān är det ganska glesbefolkat, med 50 invånare per kvadratkilometer. Närmaste större samhälle är Saqqez, 11,3 km nordost om Hījānān. Trakten runt Hījānān består i huvudsak av gräsmarker.